# Sabat Islambouli

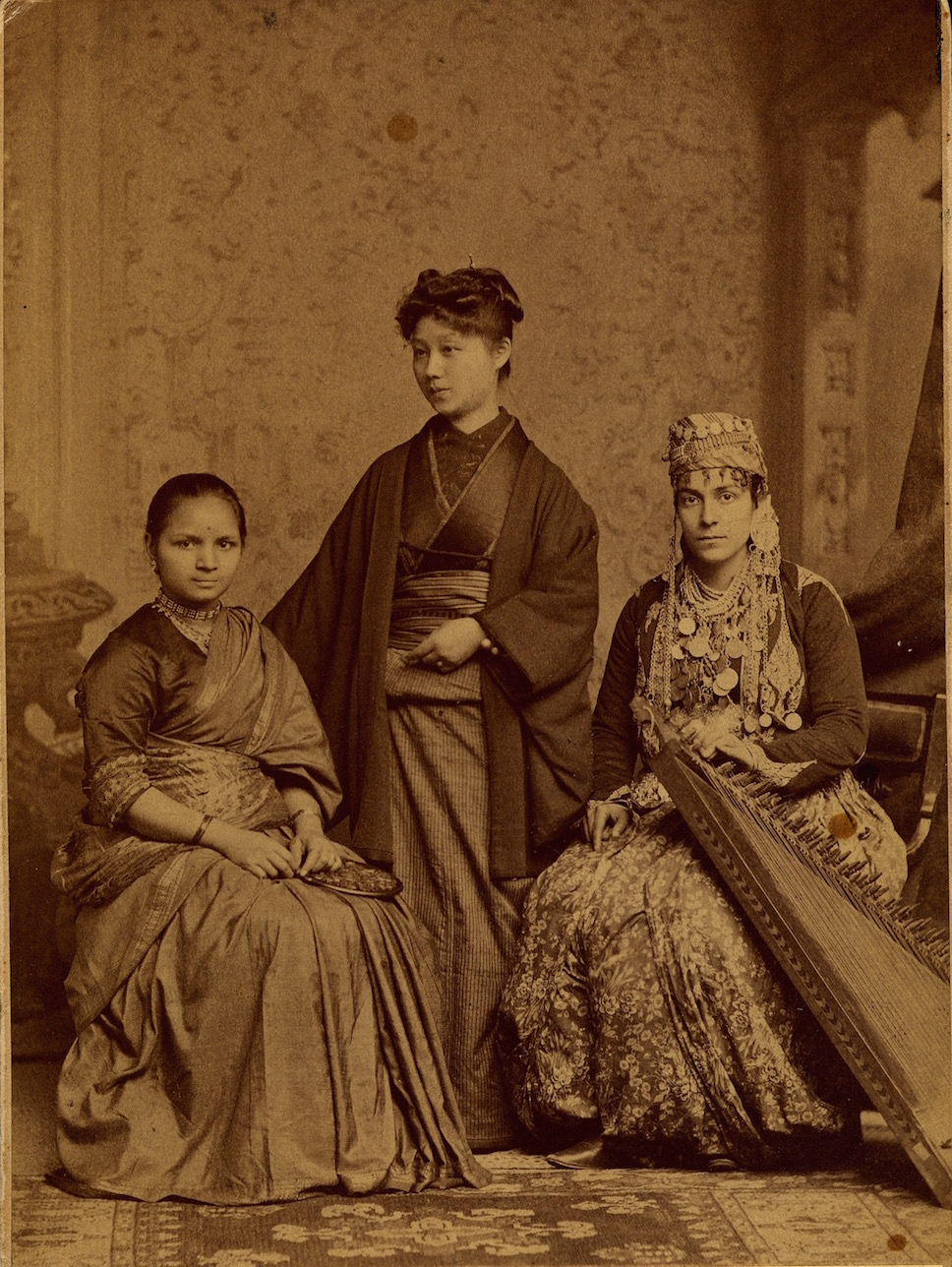
Kei Okami (centro) con Anandi Gopal Joshi (izquierda) y Sabat Islambouli (derecha), fotografía del 10 de octubre de 1885.

Sabat M. Islambouli (aprox. 1867 - 1941) fue una de las primeras médicas sirias. Era una judía de Siria. La ortografía de su nombre varía mucho siendo también conocida como Sabat Islambooly, Tabat Islambouly, Tabat Istanbuli, Thabat Islambooly y más.

## Formación médica
Islambouli estudió en el Woman's Medical College of Pennsylvania en Estados Unidos. Se graduó con su título en Medicina en 1890.

## Vida posterior
Se cree que Islambouli regresó a Damasco después de su  graduación, y luego a El Cairo en 1919 según la lista de alumnas de la universidad ese año. Después de esto, la universidad perdió contacto con ella. Poco se sabe de su vida una vez dejó los Estados Unidos. Falleció en 1941.